# Honigbaum (Kreis Heiligenbeil)
Honigbaum ist eine Wüstung im Kreis Heiligenbeil in Ostpreußen. Die frühere Ortsstelle befindet sich heute im Rajon Gurjewsk (Bereich Neuhausen) in der Oblast Kaliningrad (Gebiet Königsberg (Preußen)) Russlands.

## Geographische Lage
Die Ortsstelle Honigbaums liegt im Westen der Oblast Kaliningrad, 30 Kilometer nordöstlich der früheren Kreisstadt Heiligenbeil (heute russisch Mamonowo) bzw. 25 Kilometer südwestlich der heutigen Rajonshauptstadt Gurjewsk (deutsch Neuhausen).

## Geschichte
Der kleine und seinerzeit Honigbome genannte Ort wurde im Jahre 1426 das erste Mal urkundlich erwähnt und hieß bereits vor 1543 Honigbaum. Er bestand aus drei kleinen Höfen. Als Landgemeinde kam Honigbaum 1874 zum neu gebildeten Amtsbezirk Pokarben im ostpreußischen Kreis Heiligenbeil. 27 Einwohner waren im Dorf im Jahre 1910 registriert.
Am 30. September 1928 gab Honigbaum seiner Eigenständigkeit auf und schloss sich mit der Landgemeinde Dümpelkrug sowie den Gutsbezirken Albehnen (russisch Gorki) und Pokarben zur neuen Landgemeinde Pokarben zusammen.
In Kriegsfolge kam Honigbaum 1945 innerhalb des gesamten nördlichen Ostpreußen zur Sowjetunion. Allerdings verlor sich dann seine Spur. Es konnte weder eine russische Namensgebung noch eine Zuordnung zu einem Dorfsowjet festgestellt werden. Honigbaum gilt somit als untergegangener Ort im Rajon Gurjewsk in der russischen Oblast Kaliningrad.

## Religion
Bis 1945 gehörte Honigbaum zum Kirchspiel der evangelischen Kirche Brandenburg (Frisches Haff) (russisch Uschakowo) in der Kirchenprovinz Ostpreußen der Kirche der Altpreußischen Union.

## Verkehr
Die Ortsstelle Honigbaums ist über eine Landwegverbindung von der Ortsstelle Pokarben aus zu erreichen.